# He Is
"He Is" är en låt framförd av den amerikanska sångaren Brandy Norwood. Låten skrevs av Warryn "Baby Dubb" Campbell, Harold Lilly och Norwood och producerades av Campbell och Norwood till hennes tredje studioalbum Full Moon (2002). Låten skapades efter många samtal mellan samarbetspartnerna om religion och spiritualitet. Campell föreslog att Norwood skulle göra en gospellåt men hon avböjde förslaget. Hon gick med på att spela in låten efter att Lilly skrivit låttexten med Gud i tredje person vilket gjorde att låtens budskap kunde tolkas på flera olika sätt.
Låten släpptes som den tredje och sista singeln från Full Moon den 26 juli 2002. "He Is" mottog övervägande positiv kritik från musikjournalister som ansåg att den var albumets "höjdpunkt". Låten gick in på den amerikanska singellistan Hot R&B/Hip-Hop Songs där den låg i åtta veckor och nådde plats 72. 2014 spelade den amerikanska jazz-musikern Dontae Winslow in en cover på låten, då med Norwoods sång ersatt av trumpet.

## Bakgrund och utgivning
Under 2001 började den amerikanska sångaren och skådespelaren Brandy Norwood att arbeta på sitt tredje studioalbum Full Moon, en uppföljare till det mångmiljonsäljande och platinabelönade studioalbumet Never Say Never (1998). Flera musiker anlitades för att bidra med material till projektet, däribland den amerikanska producenten Warryn Campbell. Campbell träffade Norwood när han var 15 år och spelade keyboard i hennes band. Han lämnade bandet två år senare för att satsa på en karriär inom musikproduktion men kom i kontakt Norwood år 2001 och de inledde ett samarbete till Full Moon med låtskrivaren Harold Lilly. När Full Moon släpptes i februari 2002 blev den Norwoods återkomst efter ett flera år långt uppehåll. Albumet blev också hennes debut som vuxen i musikbranschen och en artistisk stiländring med musik som sades spegla Norwoods "mognad". Den blev en ytterligare kommersiell framgång för sångaren och platinabelönades en månad efter utgivningen.
"He Is" gavs ut som albumets tredje singel och blev en uppföljare till föregångaren, "Full Moon", som nådde topp-tjugo på Billboards Hot 100-lista. Den skickades till amerikansk radio med formatet Urban 26 juli 2002 och blev en av de mest addade singlarna på stationer med både Urban och Contemporary hit radio. Låten trycktes upp på CD-singlar som anlände till affärer 20 augusti 2002.  Norwood, som väntade sitt första barn med den dåvarande pojkvännen Robert "Big Bert" Smith, marknadsförde aldrig "He Is" eller filmade någon musikvideo åt den.

## Inspelning och komposition
Under första månaden av samarbetet mellan Campbell, Lilly och Norwood, pratade trion ofta om spiritualitet. Norwood hade uppfostrats i en kristet hushåll och läste mycket om religion och spiritualitet vid tillfället, men när Campell frågade Norwood om hon ville spela in en gospellåt tackade hon nej. Campell var beslutsam om att få Norwood att sjunga gospel och övertalade Lilly att skapa en låttext som diskret skulle syfta på Gud i tredje person. Campell och Lilly gjorde låtens handling till en hemlighet fram till singelutgivningen trots att Norwood hjälpte till att färdigställa låttexten. I en intervju med Yahoo! Music i augusti 2002 avslöjade Campell: "Jag har aldrig berättat för [Brandy]. Hon vet fortfarande inte. Hon tror att den handlar om en födelse, och jag ville att hon skulle sjunga den som om den handlade om födelse. Det var det som gav låten ett lyft. Hon har förmodligen kommit på låtens innebörd nu."
"He Is" är en långsam R&B-ballad med gospelinfluenser som beskrevs som en "slow jam med sensuella grooves" av Billboard. Den fyra minuter och tjugoen sekunder (4:21) långa låten har en sparsam produktion och ger istället mera utrymme åt Norwoods sång. Chuck Taylor från Billboard tolkade det som att Norwood sjöng om en kärlekspartner med verser som: "Prince charming, my angel/ My king and my friend/ My lover, my one/ He is, he is". Låten spelades in av Thor Laewe och Jan Fairchild vid The Record Plant i Los Angeles, och av Reggie Dozier vid O-Henry Studios i North Hollywood. Låten ljudmixades av Manny Marroquin i Larrabee Studios i Burbank med assistans från Rebeka Tuinei.

## Mottagande och kommersiell prestation
I en recension av singeln skrev Chuck Taylor från Billboard: "Tyvärr prioriteras stil över melodi och den enkla melodin - som bara går i tre toner - har ingen egentlig brygga." Han konstaterade: "Låten fyller visserligen kriterierna för bra musik, passande för quiet-storm, men som en singel får den svårt att stå ut ur mängden." Han avslutade sin recension med att skriva: "Brandy använder sin röst till fullo men något bättre behövs nästa gång för att stärka hennes status som ballad-sångare." Stephen Thomas Erlewine från Allmusic lyfte fram spåret som det bästa på Full Moon tillsammans med "What About Us?" och "Full Moon". Victoria Sanders från Pop Matters skrev: "Den bästa låten på albumet är 'He Is', en uppfriskande kärlekssång med piano och sparsamma trummor."
"He Is" gick in på plats 78 på Billboards förgreningslista Hot R&B/Hip-Hop Songs den 31 juli 2002 och blev därmed Norwoods tredje notering på listan under 2002 ("What About Us?" gick in på plats 44 den 19 januari och "Full Moon" på plats 38 den 20 april). Under sin andra vecka på listan klättrade låten till plats 77. Två veckor senare, den 28 september 2002, nådde singeln sin topposition på listan, plats 72. Sista gången låten var med på Billboard-listan var mot veckoslutet den 19 oktober 2002, då på plats 93. "He Is" tillbringade sammanlagt åtta veckor på listan.

## Coverversioner
Förutom att "He Is" har blivit omnämnd som en favorit bland artistens fans har flera andra sångare spelat in covers på låten. Den amerikanska neosoul-sångaren India.Arie framförde sin version på utgivningsfesten till Norwoods sjätte studioalbum år 2012. I februari 2014 meddelade tidskriften Rolling Stone att jazz-trumpetaren Dontae Winslow och hans band spelat in en cover på låten till deras studioalbum Enter the Dynasty (2014). Den nya versionen spelades in tillsammans med Campell och återanvände låtens gospelsound men ersatte Norwoods sång med trumpet. Versionen beskrevs som ännu mera "rofylld" och saknade originalets trummor och bas. Mot styckets slut sjunger gruppens sångare Mashica en vers. Om valet att spela in en cover på låten kommenterade Winslow:

"Låten berör mig för att den är en religiös kärlekssång med en oförglömlig melodi som inbjuder till passion och längtan. Den är som en väl bevarad hemlighet och många R&B-fans anser att den är ett underjordiskt kulturellt fenomen."

## Format och låtlistor
| 1. | He Is | 4:21 |

## Medverkande
Information hämtad från studioalbumets skivhäfte:
- Brandy Norwood – huvudsång, bakgrundssång, låtskrivare, sångarrangemang
- Warryn "Baby Dubb" Campell – producent, låtskrivare, sångarrangemang
- Harrold Lilly – låtskrivare
- Thor Laewe – inspelning
- Jan Fairchild – inspelning
- Reggie Dozier – inspelning
- Manny Marroquin – ljudmix
- Rebeka Tuinei – ljudmix (assistans)
- Benjamin F. Wright Jr. – strängarrangemang
- Stränginstrument – Benjamin F. Wright Jr., Charles Veal Jr., Mark J. Casillas, James F. Sitterly, Ileathern Marisa Mcleod, Jeffrey L. Corwin, Tibor Zelig, Edward P. Green III, Yi-Huan Zhao, Hakop Mekinyan, Zheng Wang, Felix Khomutow, Kristen M. Autry, Thomas A. Tally, Eugene Mechtovich, Patrick Morgan, Michele Nardone, Robin R. Ross, Lilia Kazakova, Marston Smith, Catherine A. Cavella, Catherine Chan Biagini, Alexander Zhiroff, Mark Breitenbach, Jason M. Torreano, Lori Andrews
- Sandra Campell – projektkoordinatör

## Topplistor
| Lista (2002)                          | Högsta listplacering |
| ------------------------------------- | -------------------- |
| USA Hot R&B/Hip-Hop Songs (Billboard) | 72                   |

## Utgivningshistorik
| Region | Datum           | Format        | Skivbolag        |
| ------ | --------------- | ------------- | ---------------- |
| USA    | 26 juli 2002    | Radio (Urban) | Atlantic Records |
| USA    | 20 augusti 2002 | CD-singel     | Atlantic Records |